# Lista över forskningsinstitut i Sverige
I Sverige finns följande forskningsinstitut, respektive organisationer som utnyttjar namnet forskningsinstitut eller dess engelska motsvarighet (research institute). Institut som ingår i andra institut redovisas under dessas namn. Nedlagda institut redovisas i kursiv stil. Institut som slagits samman med andra institut eller bytt namn redovisas i kursiv stil under respektive institut. När så är bekant redovisas även vilka år institutet varit verksamt.

## Forskningsinstitut i statlig eller annan myndighetsform
Inkluderar vissa myndigheter som vid sidan av forskningsverksamheten även bedriver viss annan verksamhet
- Brottsförebyggande rådet (BRÅ), 1974–

- Havsmiljöinstitutet 2008– (regeringsuppdrag åt Göteborgs universitet, Stockholms universitet, Umeå universitet, Linnéuniversitetet och Sveriges lantbruksuniversitet

- Institutet för Rymdfysik (IRF), 1957(1973)- (från FOA överförda delar: 1952-)
  - Kiruna Geofysiska Observatorium (KGO), 1957–1973, tidigare namn

- Institutet för arbetsmarknads- och utbildningspolitisk utvärdering (IFAU) 1997-
- Nordiska Afrikainstitutet (NAI), 1962–

- Smittskyddsinstitutet (SMI), (1909)1993-2013
  - Statens bakteriologiska laboratorium (SBL), 1909–1993, huvuddelen övergick i SMI

- Statens veterinärmedicinska anstalt (SVA)

- Statens väg- och transportforskningsinstitut (VTI), 1993–, namnbyte vid renodling av rollen till att vara forskningsutförare
  - Statens väg- och trafikinstitut (VTI), 1971–1993, efter sammanslagning med Statens trafiksäkerhetsråd 1971
    - Statens väginstitut, 1934–1971, blev statlig myndighet 1934
      - Svenska väginstitutet, 1925–1934, namnbyte i samband med statlig finansiering
        - Kungliga Automobilklubbens (KAK:s) väginstitut, 1923–1925

- Totalförsvarets forskningsinstitut (FOI), 2001–
  - Försvarets forskningsanstalt (FOA), 1945–2000
    - Försvarsväsendets kemiska anstalt (FKA), 1937–1945
    - Militärfysiska institutet (MFI), 1941–1945
    - Ekoradioenheten vid Statens uppfinnarnämnd (SUN), 1942–1945

  - Flygtekniska försöksanstalten (FFA), 1940–2000

- Arbetslivsinstitutet, 1995–30 juni 2007

- Institutet för psykosocial medicin (IPM), 1980–2007, huvuddelen av verksamheten fördes över till Stockholms universitet 1 oktober 2007 under namnet Stressforskningsinstitutet
- Institutet för stressmedicin (ISM), 2002 - , bildades 2002 genom ett femårigt samarbetsavtal mellan Västra Götalandsregionen och Försäkringskassan. Från och med 2008 är ISM en permanent verksamhet inom Västra Götalandsregionen.

- Manne Siegbahninstitutet för fysik (MSI), 1937(1988)–1993, överfört till Stockholms universitet (i form av Manne Siegbahnlaboratoriet) respektive KTH
  - Forskningsinstitutet för atomfysik (AFI), 1964–1988, tidigare namn
    - Vetenskapsakademiens forskningsinstitut för experimentell fysik, 1937–1964, tidigare namn

- Statens institut för byggnadsforskning, 1960–1993, delvis överfört till KTH och senare Högskolan i Gävle
  - Statens nämnd för byggnadsforskning (Statens kommitté för byggnadsforskning), 1942–1960, verkade både som forskningsinstitut och forskningsråd

- Statens institut för rasbiologi, 1922–1956?, verksamheten överfördes till Uppsala universitet i form av institutionen för medicinsk genetik

- Statens lantbruksförsök, 1948-1962, verksamheten överfördes till Lantbrukshögskolan
  - Jordbruksförsöksanstalten respektive Husdjursförsöksanstalten, 1939–1948
    - Centralanstalten för försöksväsendet på jordbruksområdet, (1814)1907–1939

- Statens växtskyddsanstalt, 1932–1976, verksamheten överfördes till Lantbrukshögskolan
  - Centralanstalten för försöksväsendet på jordbruksområdet, 1907–1932(1939)
    - Statens entomologiska anstalt, 1897–1906

## Forskningsinstitut som helt eller delvis ägs eller drivs av svenska staten
De flesta svenska branschforskningsinstitut drivs i form av ett aktiebolag som delvis ägs av staten och delvis ägs av näringslivet i form av en förening av företag i aktuell bransch.
- Innventia, (tidigare STFI-Packforsk), 2003–?, 29 % statligt ägande, idag integrerat i Rise Research Institutes of Sweden.
  - Svenska träforskningsinstitutet (STFI), 1945–, senare uttytt Skogsindustrins tekniska forskningsinstitut (STFI)
    - Cellullosaindustrins centrallaboratorium, 1936–1968
      - (Pappersmassekontoret, 1917–1922)

  - Institutet för förpackningsforskning (Packforsk), 1970–

- Institute for Management of Innovation and Technology (IMIT), 1979–

- Institutet för framtidsstudier, 1987–
  - Sekretariatet för framtidsstudier, 1973–1987

- Institutet för vatten- och luftvårdsforskning (IVL), 1965–, senare IVL Svenska Miljöinstitutet AB

- Kungliga Vetenskapsakademien driver ett antal forskningsinstitut:
  - Beijerinstitutet för ekologisk ekonomi
  - Centrum för vetenskapshistoria
  - Institut Mittag-Leffler, bedriver forskning i matematik.
  - Kungl. Vetenskapsakademiens institut för solfysik, som bedriver sin huvudsakliga verksamhet på Kanarieöarna. Den svenska verksamheten är knuten till Stockholms universitet.

- forskningsinstitutet Rise Research Institutes of Sweden AB. Bildades som Ireco Holding AB 1997 och bytte namn till Rise Holding 2009, till Rise AB 2018. Helägt statligt. I verksamheten ingår tidigare Innventia, SP Sveriges Tekniska Forskningsinstitut, Swedish ICT Research och Swereagruppen.

- Svenska forskningsinstitutet i Istanbul

- Svenska skogsbrukets forskningsinstitut (Skogforsk)

- SP Sveriges Tekniska Forskningsinstitut, 2007–2016, numera integrerat i Rise Research Institutes of Sweden.
  - Sveriges Provnings- och Forskningsinstitut, 1993–2006, tidigare namn efter att SP ombildats till aktiebolag
    - Statens Provningsanstalt (SP), 1920–1993, var under denna period en statlig myndighet
      - (Tekniska högskolans materialprovningsanstalt, 1896–1920)
        - (Jernkontorets materialprovningsanstalt, 1875–1896)

  - CBI Betonginstitutet AB, 2008-, institut bildat genom sammanslagning av CBI och SP:s betongavdelning. Ägs till 60% av SP och till 40% av stiftelsen CBI.
    - Cement och Betong Institutet (CBI), 1942–2007

  - Glafo (Glasforskningsinstitutet), 1945–
  - JTI - Institutet för jordbruks- och miljöteknik, tidigare Jordbrukstekniska institutet, 1945–
  - SIK - Institutet för Livsmedel och Bioteknik, inom SP sedan 2005; grundat som Svenska institutet för konserveringsforskning.
  - SMP Svensk Maskinprovning
  - Trätek (inom SP sedan 2004)
  - YKI Ytkemiska Institutet, 1968–2012, inom SP sedan 2006. Uppgick 1 januari 2013 i SP:s kemiavdelning.
- Stockholm Environment Institute (SEI), 1989–
- Svenska institutet för europapolitiska studier (SIEPS)
- Swedish ICT Research, 2005–, institut inom informations- och kommunikationsteknik, 60 % statligt ägande. Del av Rise Research Institutes of Sweden.
  - Svenska institutet för tillämpad informationsteknik (SITI), 1997-2005
    - Acreo Swedish ICT (Advanced centre for research in electronics and optics), 1999–
      - Institutet för optisk forskning (IOF), 1955–
      - Industriellt mikroelektroniskt centrum (IMC)
        - Institutet för mikrovågsforskning, 1968-

    - Imego (Institutet för mikroelektronik i Göteborg), 1999–2012. Sedan april 2012 en del av Acreo Swedish ICT.
    - Institutet för mediateknik (IMT)
      - Grafiska forskningslaboratoriet (GFL), 1968–

    - Interactive Institute Swedish ICT, 1998–
    - SICS Swedish ICT, 1985–
    - Svenska institutet för systemutveckling (SISU), 1984–1999, verksamheten fördes över till Institutet för mediateknik
    - Rise Viktoria AB
- Swerea, 2004-, 47,3 % statligt ägande, sedan 2018 67 % statligt ägande genom Rise Research Institutes of Sweden.
  - Swerea IVF, 1964–, tidigare Institutet för verkstadsteknisk Forskning, och IVF Industriforskning och utveckling AB
    - Svenska keraminstitutet, 1956(1989)–, inom IVF sedan 2005
      - Svenska silikatforskningsinstitutet, 1956–1989, tidigare namn

  - Swerea KIMAB, 2005–
    - Institutet för metallforskning (IM), 1921(1961)–2004, tidigare Metallografiska institutet, 1921–1961
    - Korrosionsinstitutet (KI), 1965–2005

  - Swerea MEFOS, 1963–, från början Metallurgiska forskningsstationen, senare MEFOS Metallurgical Research Institute AB.
  - Swerea SICOMP (Swedish Institute of Composites)
  - Swerea SWECAST (Swedish Institute for Casting Technology)
  - Institutet för fiber- och polymerteknik (IFP), 1993–
    - TEFO
    - Plast- och gummitekniska institutet (PGI), 1977–1993
- Utrikespolitiska institutet, 1938–

## Enheter inom statliga universitet och högskolor som använder beteckningen (forsknings)institut
Dessa enheter har ibland ett ursprung i självständiga organisationer som senare inlemmats i ett universitet eller en högskola, och i samband med detta behållit sitt namn. Idag används oftast beteckningarna (forsknings)centrum eller laboratorium, snarare än (forsknings)institut, när denna typ av enheter nybildas i Sverige.
- Arktiskt centrum vid Umeå universitet (Arcum) är ett tvärvetenskapligt forskningscentrum, etablerat 2012
- Centrum för samisk forskning – Cesam/Vaartoe vid Umeå universitet
- Gothenburg Research Institute vid Göteborgs universitet (Handelshögskolan)
- Institutet för internationell ekonomi (IIES) vid Stockholms universitet
- Institutet för social forskning (SOFI), 1972–, var en egen myndighet 1972–1981, ingår i Stockholms universitet sedan 1981
- Ludwiginstitutet för cancerforskning vid Uppsala universitet
- Ludwiginstitutet för cancerforskning vid Karolinska Institutet
- Molecular Infection Medicine Sweden vid Umeå universitet är sedan 2007 svensk nod i det nordiska EMBL-partnerskapet för molekylär medicin
- Pufendorfinstitutet, 2009–, vid Lunds universitet
- Stressforskningsinstitutet, utgör delar av den tidigare myndigheten Institutet för psykosocial medicin, ingår i Stockholms universitet sedan 1 oktober 2007
- Umeå centrum för funktionell hjärnavbildning inrättades 2001 av Umeå universitet och Norrlands universitetssjukhus
- Umeå marina forskningscentrum vid Umeå universitet bildades 1889 och är beläget i Norrbyn
- Umeå Plant Science Centre (UPSC) drivs i samarbete mellan Umeå universitet och Sveriges lantbruksuniversitet (SLU)
- Wallenberg centrum för molekylär medicin (WCMM) i Göteborg, Linköping, Lund och Umeå.

## Svenska organisationer och företag utan statligt ägande
Listan upptar i första hand organisationer och enheter utifrån deras namn eller självbeskrivning, och tar ej ställning till om de i egentlig mening är forskningsinstitut, tankesmedjor eller något annat. Undantaget är rena dokumentarkiv, som ej tas med här, även om de kallar sig "forskningsinstitut".
- Entreprenörskapsforum, 1994–

- Evidens-FoU, Institutet för integrerad vård- och stödsamordning, 2006–

- Fackföreningsrörelsens institut för ekonomisk forskning, 1985–2006

- Fores, 2007–
- Fraunhofer-Chalmers Research Centre for Industrial Mathematics (FCC), 2001–
  - Institutet för tillämpad matematik (ITM), 1971–2007, statens stöd till ITM upphörde 2001

- Garverinäringens forskningsinstitut, 1943–ca 1970

- Ifous, Innovation, forskning och utveckling i skola och förskola, 2011–

- Institutet för entreprenörskaps- och småföretagsforskning (Entrepreneurship and Small Business Research Institute, ESBRI), 1997–

- Institutet för Näringslivsforskning, 1939 (2006)–
  - Industriens utredningsinstitut (IUI), 1939–2006, tidigare namn

- Ratio

- Stockholm International Peace Research Institute (SIPRI), 1966–, grundat genom riksdagsbeslut, men i form av en fristående stiftelse

- Studieförbundet Näringsliv och Samhälle (SNS), 1948–

- Stålbyggnadsinstitutet (SBI), 1968–

- TFK – TransportForsK, 1949–
- Hemmens forskningsinstitut (HFI), 1944–1957?, förstatligades senare och var en föregångare till Konsumentverket

### Handelshögskolan i Stockholm
Vid Handelshögskolan i Stockholm används beteckningen institution enbart på undervisningsenheterna, medan de motsvarande forskningsenheterna betecknas forskningsinstitut. Det finns två typer av institut, dels de som är helt integrerade i Handelshögskolans organisation och dels de som har en relativt självständig verksamhet.

#### Integrerade forskningsinstitut
- Stockholm School of Economics Institute for Research (SIR)

SIR (tidigare Ekonomiska forskningsinstitutet, EFI) är Handelshögskolans största institut. Det fungerar som en paraplyorganisation och koordinerar verksamheten för 12 av Handelshögskolans forskningscentra, belägna på högskolans institutioner.

#### Anknutna forskningsinstitut
De anknutna forskningsinstituten har en mer självständig ställning mot högskolans moderorganisation. Forskningsverksamheten vid dessa är inte underställd SIR.
- Center for Advanced Studies in Leadership (CASL)
- Stockholm Institute of Transition Economics (SITE)
- Stockholm School of Entrepreneurship (SSES)
- The European Institute of Japanese Studies (EIJS)
- The Institute for Economic and Business History Research (EHFF, tidigare Ekonomisk-historiska forskningsinstitutet, EHF)
- The Stockholm China Economic Research Institute (SCERI, tidigare China Economic Research Center, CERC)
- Swedish House of Finance (SHOF)
- Swedish Institute for Financial Research (SIFR)
- Institute of International Business (IIB)
- Swedish Center for Digital Innovation (SCDI)

### Webbkällor
- Vinnova: Den svenska institutsstrukturen
- Webbplatsen forskning.se: Aktörer inom FoU
- Sverker Sörlin: En ny institutssektor - En analys av industriforskningsinstitutens villkor och framtid ur ett närings- och innovationspolitiskt perspektiv, KTH, 20 juni 2006
- Utdrag ur IRECO Holding AB:s årsrapport 2001 - Historik 1997-2001
- Kristina Söderholm: Miljöforskning inom den svenska pappers- och massaindustrin - från sekelskiftets luktkommitté till 60- och 70-talens laboratorier och forskningsinstitut, LTU Research report 2007:11